# Karbecke
Karbecke ist eine Wüstung in der nordrhein-westfälischen Stadt Halver.